# Omutiszcze
Omutiszcze (ros. Омутище) – przystanek kolejowy w miejscowości Staryje Omutiszczi, w rejonie pietuszyńskim, w obwodzie włodzimierskim, w Rosji. Położony jest na nowym szlaku Kolei Transsyberyjskiej.